# Waitzia nitida
Waitzia nitida là một loài thực vật có hoa trong họ Cúc. Loài này được (Lindl.) Paul G.Wilson miêu tả khoa học đầu tiên năm 1992.